# Burg Bieberstein
Die Burg Bieberstein ist die Ruine einer Höhenburg auf einem 225 m ü. NHN hohen Felshang über dem Tal der Wiehl bei Bieberstein in der Gemeinde Reichshof, im Oberbergischen Kreis in Nordrhein-Westfalen. Die baulichen Reste befinden sich auf dem Flurstück 366 in der Gemarkung Denklingen, Flur 28.
Die Burg wurde im 14. Jahrhundert erbaut, ihre erste urkundliche Erwähnung datiert aus dem Jahr 1341. Sie war ein mehrgeschossiger, im Kern wohl noch spätmittelalterlicher, fünfeckiger und aus Bruchstein aufgeführter Wohnturm mit vorgelagerten Wirtschaftsgebäuden. Bis zur Mitte des 19. Jahrhunderts bewohnt – zuletzt als Wohnung eines Försters – verfiel sie in der Folge zunehmend. 1885 stand er noch dreigeschossig, als Folge von Steinraub fand Edmund Renard um 1900 bereits nur mehr geringe Reste des Wohnturms vor. 
Während 1933 durchgeführter Grabungen wurde eine terrassenförmige Unterkellerung freigelegt. Von der Ruine sind lediglich Mauerreste und Umfassungsmauern erhalten, der Zugang zu den Kellergewölben ist nicht mehr lokalisierbar.
Einen unterirdischen Gang, der Bieberstein nach der Überlieferung mit der Ortschaft Grünenbach verband und über den sich die Burginsassen bei Belagerung mit frischer Nahrung versorgt haben sollen, konnten die Forscher nicht belegen. Außerdem sollte nach einer weiteren Erzählung im siebten Keller der Burg ein goldener Pflug stehen, doch konnte dies seinerzeit weder bestätigt noch widerlegt werden. 

## Die Besitzer
Die Besitzer der Burg Bieberstein waren schon im 16. Jahrhundert als Homburgische Amtsleute von der Herrschaft Homburg abhängig. 
In der Marienhagener Kirche sind drei Grabplatten des 16./17. Jahrhunderts erhalten, die sich auf ehemalige Herren der Burg Bieberstein beziehen, und zwar Gerlach von Karthusen, Albert von Lixfelt und Just Lixfelt.

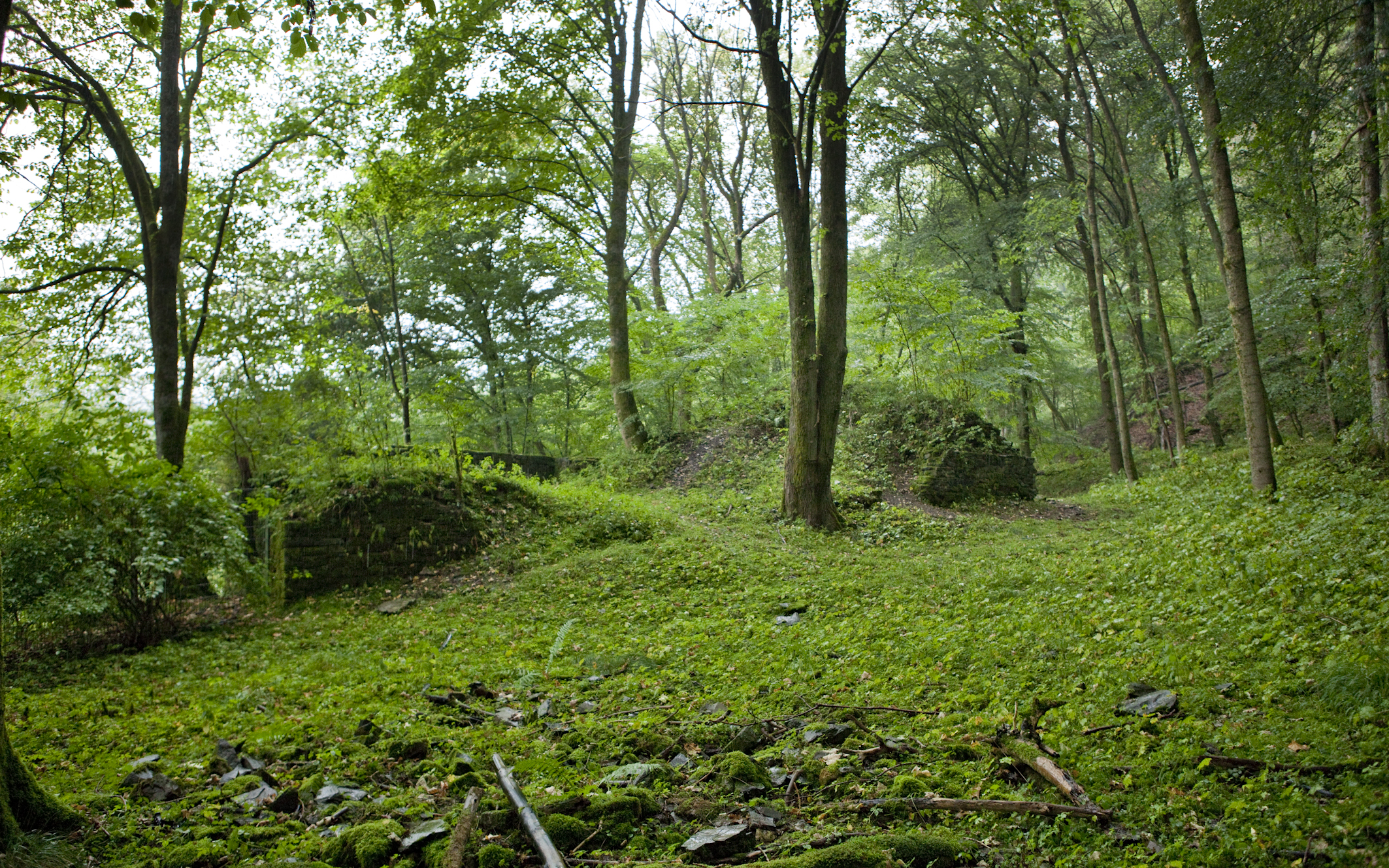
Mauerreste